# Demonic Toys
Demonic Toys ist ein US-amerikanischer Horrorfilm von Peter Manoogian aus dem Jahr 1992. Charles Band war für das Drehbuch und die Produktion zuständig.

## Handlung
Die Polizisten Judith Gray und Matt Cable lauern den illegalen Waffenhändler Lincoln und Hesse in einem Lagerhaus auf um sie zu verhaften. Judith erzählt Matt von einem seltsamen Traum und ihrer Schwangerschaft. Als es zur Konfrontation mit den Waffenhändlern kommt, wird Matt in der folgenden Schießerei von Lincoln erschossen. Zuvor konnte er allerdings Hesse schwer verwunden. Die beiden Verbrecher fliehen und trennen sich im Lagerhaus, Judith nimmt die Verfolgung von Lincoln auf.
Währenddessen in einem Sicherheitsbüro gibt der Sicherheitsbeamte Charneski eine Bestellung bei einem Essenbringdienst auf, der von seinem Freund Mark Wayne betrieben wird. Mark kommt mit Charneskis Bestellung im Lager an. In der Zwischenzeit werden die Spielzeuge lebendig und töten den im Sterben liegenden Hesse. Judith und Lincoln werden im Schrank eingesperrt, aber später von Mark und Charneski befreit. Charneski ruft die Polizei an, wird aber auch von den Spielzeugen ermordet.
Eine Ausreißerin namens Anne, die sich in den Wellen der Klimaanlage versteckt hatte, schließt sich der Gruppe an. Mark erklärt, dass sich die Türen erst am Morgen öffnen, aber vom Büro aus geöffnet werden können. Mark und Anne zusammen ins Büro. Sie werden von Mr. Static und Baby Oopsy Daisy angegriffen. Mark wehrt sich, aber Baby Oopsy Daisy tötet Anne. Mark schießt schließlich Jack Attacks Kopf mit Charneskis Schrotflinte ab. Judith betritt ein Puppenhaus und wird zum Versteck eines Kindes gebracht, das offenbart, dass er der Geist eines Dämons ist, der menschlich werden will. Dazu muss er seine Seele auf das ungeborene Baby einer Frau übertragen. Scheitert das Ritual, muss der Leichnam wie ein Pflanzensamen in den Boden gepflanzt werden. Durch Menschenblut wird die Seele wiedererweckt.
Am Ende kommt es zum Endkampf gegen die Spielzeuge.

## Hintergrund
Der Film erschien direkt für den Videoverleih. Im Film Tod im Spielzeugland aus dem Jahr 1993 wird die Geschichte von Judith Gray weitererzählt. Der 2006 erschienene Film Dämonische Spiele: Puppet Master vs. Demonic Toys (Puppet Master vs. Demonic Toys) setzt die Geschichte lose fort. 2010 erschien mit Demonic Toys 2 eine weitere Fortsetzung.

## Kritik
„[...] Ein tricktechnisch ansehnlich realisierter Gruselfilm, dessen plumpe Story mit ihren Ekelhaftigkeiten und aufdringlichem Pränatalmystizismus weniger Spannung als blutige Schockeffekte hervorbringt.“

Die schauspielerische Darstellung von Tracy Scoggins und Bentley Mitchum wird als solide, aber aufgrund der beschränkten Rolle nicht als ausgezeichnet oder besonders abgetan. Der Film wird im Großen und Ganzen als gelungener Horrorfilm mit Comedyeinflüssen dank „zynisch-sarkastischen Sprüchen“ gefeiert.